# Oreälven
Oreälven, parfois appelée Oreån est une rivière de Suède, et un affluent gauche de l'Österdalälven, donc un sous-affluent du fleuve le Dalälven. 

## Géographie
Elle prend sa source dans la province d'Härjedalen, mais rapidement passe en Dalécarlie où se situe la majeure partie de son cours. Plusieurs lacs importants sont situés sur son cours, les principaux étant Oresjön, Skattungen et Orsasjön, ce dernier se situant près de la confluence de la rivière avec l'Österdalälven, confluence en rive gauche.

## Hydrologie
Son régime hydrologique est dit pluvio-nival.